# Jacek Przetocki

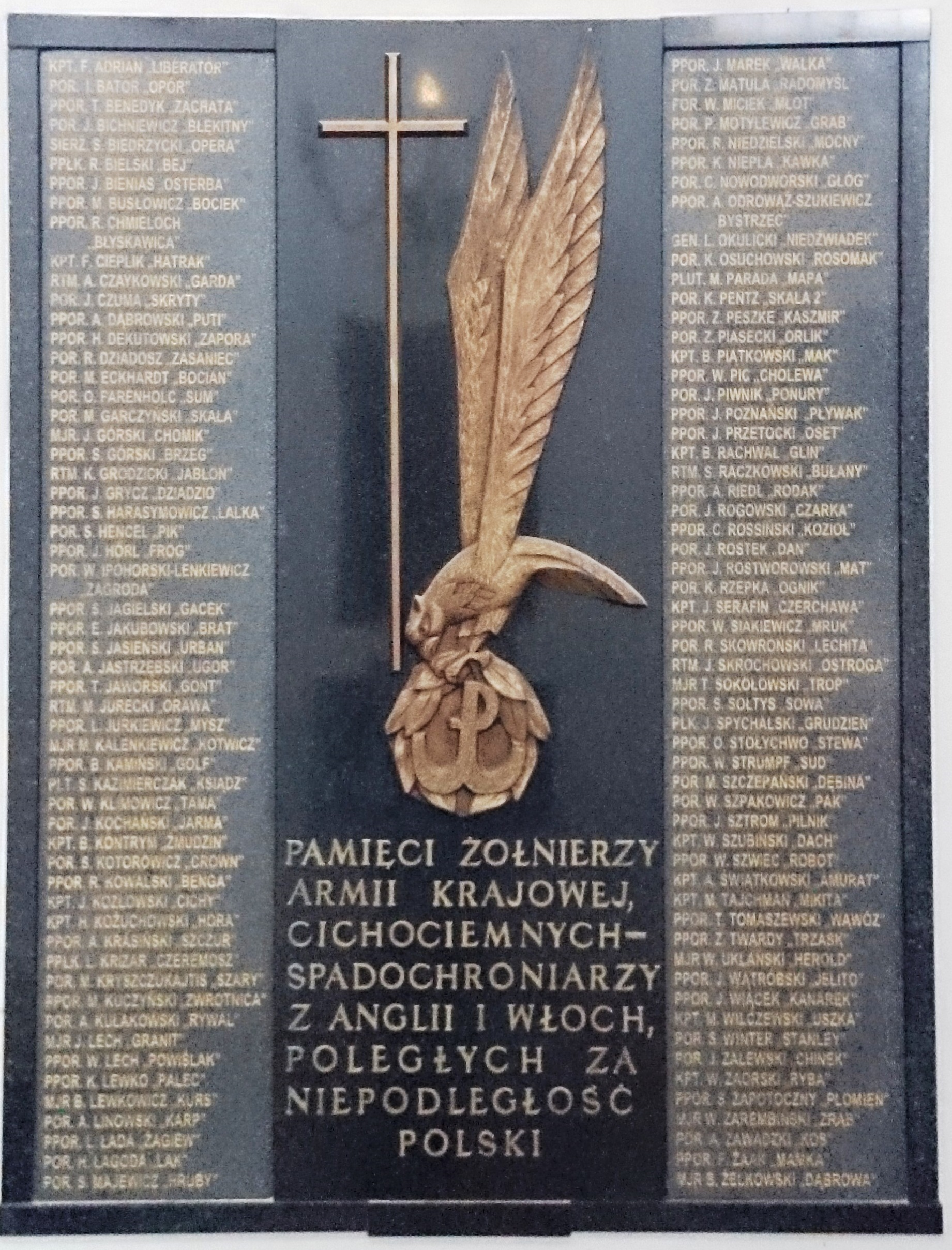
Tablica w kościele św. Jacka w Warszawie, upamiętniająca poległych cichociemnych, w tym Jacka Przetockiego

Jacek Marian Antoni Nałęcz-Przetocki vel Edward Lipiński, pseud.: Oset, Karol (ur. 20 lutego 1920 we Lwowie, zm. 25 maja 1944 w Rychcicach) – podporucznik artylerii Polskich Sił Zbrojnych, oficer Armii Krajowej, cichociemny.

## Życiorys
Był synem Mariana i Krystyny z domu Mars. Po ukończeniu Szkoły Powszechnej Braci Szkolnych i X Państwowego Gimnazjum Humanistycznego we Lwowie zdał tam maturę w 1937 roku i rozpoczął studia na Wydziale Mechanicznym Politechniki Lwowskiej.
We wrześniu 1939 roku nie został zmobilizowany. Przekroczył granicę polsko-rumuńską 17 września 1939 roku. W październiku dotarł do Francji, gdzie został skierowany do Szkoły Podchorążych Piechoty, a następnie do Szkoły Podchorążych Artylerii w Camp de Coëtquidan. W czerwcu 1940 roku dostał się do Wielkiej Brytanii, gdzie dostał przydział do 16 dywizjonu artylerii motorowej. Od października 1941 roku studiował na Politechnice w Dundee.
Po przeszkoleniu w zakresie dywersji został zaprzysiężony 29 listopada 1942 roku w Oddziale VI Sztabu Naczelnego Wodza. Zrzutu dokonano w nocy z 17 na 18 lutego 1943 roku w ramach operacji „Floor” (zrzut na placówkę odbiorczą „Puchacz” położoną 9 km na południowy wschód od Mord). Po aklimatyzacji dostał 20 marca 1943 roku przydział do Kedywu Okręgu Lwów AK na stanowisko dowódcy Ośrodka Dywersyjnego „Karol” w Drohobyczu.
M.in. prowadził szkolenia szeregu drużyn dywersyjnych w Drohobyczu, Samborze i Borysławiu. Kierował kilkunastoma akcjami dywersyjnymi, jak:
- akcje na niemieckie transporty kolejowe, pod Rajłową i Wolą Jakubową w grudniu 1943 roku i na linii Drohobycz-Sambor 19 marca 1944 roku,
- akcje rozbrojeniowe.

Poległ 25 maja 1944 roku w czasie ataku (w celu zdobycia broni z wartowni) na stację kolejową w Rychicach. Został najprawdopodobniej pochowany na tamtejszym cmentarzu przy ul. Truskawieckiej.

## Odznaczenia
- Krzyż Srebrny Orderu Wojennego Virtuti Militari – pośmiertnie, 1 lipca 1944 roku – nr 13402[1]

## Upamiętnienie
W lewej nawie kościoła św. Jacka przy ul. Freta w Warszawie odsłonięto w 1980 roku tablicę Pamięci żołnierzy Armii Krajowej, cichociemnych – spadochroniarzy z Anglii i Włoch, poległych za niepodległość Polski. Wśród wymienionych 110 poległych cichociemnych jest Jacek Przetocki.